# Medvecky Peaks
Die Medvecky Peaks sind eine Gruppe von Berggipfeln im ostantarktischen Mac-Robertson-Land. Im östlichen Teil der Aramis Range in den Prince Charles Mountains ragen sie im nordwestlichen Abschnitt des Loewe-Massivs auf.
Luftaufnahmen der Australian National Antarctic Research Expeditions (ANARE) dienten ihrer Kartierung. Das Antarctic Names Committee of Australia benannte sie nach dem Geologen Alex Medvecky, der 1969 als Mitglied einer ANARE-Mannschaft an der Erkundung der Prince Charles Mountains beteiligt war.